# Јелена Беговић
Јелена Беговић (Београд, 1970) српски је микробиолог и молекуларни биолог. Обављала је функцију министарке науке, технолошког развоја и иновација у Влади Републике Србије и то у два мандата.

## Биографија
Основну и средњу школу завршила је у Београду. Уписала је смер Хемија за истраживање и развој на Хемијском факултету, али је након прве године прешла на Биолошки факултет Универзитета у Београду.
Током студирања провела је и две године на Универзитету Британска Колумбија у Канади, након чега се враћа у Србију, где је дипломирала на Биолошком факултету Универзитета у Београду.
Од 1998. године запослена је на Институту за молекуларну генетику и генетичко инжењерство Универзитета у Београду. Магистрирала је 2002. године, а 2008. године одбранила докторску дисертацију из области молекуларне генетике на Биолошком факултету. Од 2018. године има звање научног саветника.
Од 2014. године је на позицији директора Института за молекуларну генетику и генетичко инжењерство. Била је и руководилац Лабораторије за молекуларну микробиологију у Институту. Током више од 20 година бавила се истраживачким радом и у областима молекуларне генетике и биотехнологије, као и применом истраживања у различитим секторима, укључујући прехрамбену и фармацеутску индустрију.
Објавила је више од 60 научних радова у водећим међународним часописима и активан је члан многобројних научних удружења.
Од 2011. године представља Републику Србију у Борду гувернера – управљачком телу Међународног центра за генетичко инжењерство и биотехнологију, основаног од стране Уједињених нација, са центрима у Италији, Индији и Јужноафричкој Републици. Кроз ову организацију, током година обезбеђивана су значајна новчана средства за финансирање научних пројеката, конференција и школовања студената из Србије.
Кроз бројне пројекте активно учествује у имплементацији процеса трансфера технологије, као и у увођењу концепта иновација у истраживањима у Србији и региону. Током година стекла је искуства и знања о комплетном процесу настанка иновација и њиховој комерцијализацији – од лабораторије до тржишта.
Координаторка је пројекта развоја и изградње лабораторија "Ватрено око" у Београду и Нишу, које су започеле рад у 2020. години, и на тај начин је допринела јачању капацитета Србије у тестирањима током пандемије.
Уз подршку државе, 2021. године успоставила је Центар за секвенцирање и биоинформатику на Институту и тако омогућила да Србија почне да формира националну банку геномских података.
Један је од идејних твораца пројекта БИО4 кампуса, који је подржала Влада Републике Србије и који треба да окупи истраживаче предузетнике и компаније око једне идеје, а то је развој Србије кроз развој биомедицине и биотехнологије.

## Међународна сарадња
Након што је у октобру 2022. године, именована за министра науке, технолошког развоја и иновација, врло брзо је преузела вођство када се ради о међународној сарадњи. Те је тако, представила пројекат Експо 2027 у Паризу, заједно са супругом председника Републике Србије Тамаром Вучић. Такође, у оквиру текућег, 77. заседања Генералне скупштине Уједињених нација у Њујорку, у петак, 25. августа 2023. године, Генерална скупштина је, на предлог Републике Србије, консензусом усвојила Резолуцију ГС УН “Међународна декада наука за одрживи развој, 2024-2033”. Резолуцију је у седишту Уједињених нација представила др Беговић.
У марту 2023. године угостила је италијанску министарку универзитета и научног истраживања Италије Ана Марију Бернини. Исте године имала је низ билатералних састанака у оквиру Светског самита Влада у Уједињеним Арапским емиратима, где се састала са Султан Ал Олама, министром за вештачку интелигенцију Уједињених Арапских Емирата. Једини је министар из Србије који је гостовао на Канадској националној телевизији.